# آبدارلو
آبدارلو یک روستا در ایران است که در دهستان ارشق شرقی واقع شده‌است. ساکنین آبدارلو به زبان ترکی سخن میگویند.